# I quattro cavalieri dell'Oklahoma
I quattro cavalieri dell'Oklahoma (Al Jennings of Oklahoma) è un film del 1951 diretto da Ray Nazarro.
È un western statunitense a sfondo biografico con Dan Duryea, Gale Storm e Dick Foran. È basato sul racconto breve Beating Back di Al Jennings e Will Irwin pubblicato su The Saturday Evening Post nel 1913. È incentrato sulle vicende reali dello stesso Jennings (che cura anche la sceneggiatura del film) un tempo avvocato e rapinatore di treni del Territorio dell'Oklahoma, poi star del cinema muto.

## Produzione
Il film, diretto da Ray Nazarro su una sceneggiatura di George Bricker e un soggetto di Al J. Jennings e Will Irwin, fu prodotto da Rudolph C. Flothow per la Columbia Pictures e girato nell'Iverson Ranch a Chatsworth, Los Angeles, California, da metà aprile a fine maggio 1950.

## Distribuzione
Il film fu distribuito con il titolo Al Jennings of Oklahoma negli Stati Uniti nel marzo del 1951 al cinema dalla Columbia Pictures.
Altre distribuzioni:
- in Svezia il 25 maggio 1951 (Jag levde laglös)
- in Danimarca l'8 giugno 1951 (Togrøverne fra Oklahoma)
- nelle Filippine il 10 gennaio 1952
- in Finlandia l'8 agosto 1952 (Oklahoman kauhu)
- in Portogallo il 24 agosto 1954 (Os Quatro Cavaleiros de Oklahoma)
- nel Regno Unito il 2 luglio 2006 (in TV)
- in Brasile (Entre o Crime e a Lei)
- in Cile (Hijos de la violencia)
- in Spagna (Al Jennings de Oklahoma)
- in Grecia (Listai tis Oklahoma)
- in Italia (I quattro cavalieri dell'Oklahoma)
- negli Stati Uniti nel 1957 dalla Columbia Pictures (redistribuzione cinematografica)

## Promozione
Le tagline sono:
- THE BOLDEST BANDIT OF A LAWLESS ERA!
- The whole true-to-life story of THE LAST OF THE GREAT OUTLAWS!
- 15 YEARS As An OUTLAW---(in script) as told by Al Jennings himself-
- The Real True-To-Life Story Of The Last Of The Great Outlaws As Told By Al Jennings...."himself"!